# 新疆三区革命历史纪念馆
新疆三区革命历史纪念馆，又名三区革命烈士陵园，位于新疆维吾尔自治区伊犁哈萨克自治州伊宁市阿合买提江街人民公园内西侧，是中國为纪念三区革命烈士而设立。

## 历史
1957年7月，新疆维吾尔自治区人民政府拨出专款修建三区革命烈士陵园。原址位于如今的伊犁哈萨克自治州财贸学校校园内。1959年7月，迁到如今的地址，既伊宁市阿合买提江街人民公园内西侧，占地面积6.67公顷。
1944年8月，三区革命爆发。随后在伊宁市成立了三区革命的东突厥斯坦共和国临时政府。1949年8月，三区革命领导人阿合买提江·哈斯木、伊斯哈克伯克·穆努诺夫、阿不都克里木·阿巴索夫、达列力汗·苏古尔巴也夫、罗志等人受毛泽东主席邀请，赴北京参加中国人民政治协商会议第一届全体会议，乌斯曼江·那斯尔、阿不都热西提·伊敏诺夫、艾尼·克力莫夫等人作为随员随行。飞机在苏联伊尔库茨克上空失事，机上人员全部遇难，此即扎巴依喀勒山空难。1950年4月，除达列力汗·苏古尔巴也夫之外的其他七位烈士遗骸从苏联运回伊犁，被安葬在原来的三区革命烈士陵园内，1959年7月移葬于如今位于人民公园的烈士陵园。
1984年8月，新疆维吾尔自治区拨出专款对烈士墓、纪念碑进行修缮。1989年8月20日，经国务院批准，定为全国重点烈士纪念建筑物保护单位。1994年，纪念馆被新疆维吾尔自治区定为新疆维吾尔自治区爱国主义教育基地。2000年、2004年，先后对纪念碑、纪念馆、烈士墓进行维修。
2004年，为迎接三区革命爆发60周年及伊犁哈萨克自治州成立50周年，新建了面积840平方米的新疆三区革命历史纪念馆。馆内新布展了许多照片和实物，反映了烈士们及民族军将士从事三区革命活动的情景，以及中华人民共和国时期党政军及各族人民悼念烈士的情景。
2009年9月中旬，新疆维吾尔自治区民政厅投入资金570万元，对纪念馆、烈士纪念碑、烈士墓进行维修改造。2010年5月20日竣工。

## 建筑
整个陵园内有上述七位三区革命领导人的烈士陵墓，以及烈士纪念碑、纪念馆。
- 烈士纪念碑：陵墓区的前方是方块水泥板铺成的瞻仰广场，面积600平方米。广场上立有烈士纪念碑，底面积16平方米，高13米，碑顶是金属镀金穹拱，碑身用维吾尔文、哈萨克文、汉文刻有毛泽东主席题词：“为民族解放及人民民主事业服务而牺牲的阿合买提江·卡斯木同志、伊斯哈克伯克·木奴诺夫同志、阿不都克里木·阿巴索夫同志、达列里汗·苏克尔巴也夫同志、罗志同志的精神永垂不朽。”碑侧面用汉文、维吾尔文刻有：

阿合买提江·卡斯木等烈士，为民族解放及人民民主革命事业，曾作出卓越的贡献。一九四九年中国人民革命胜利后，烈士们代表新疆各族人民出席成立中华人民共和国和中国人民政治协商会议第一届全体会议，前往北京途中飞机失事，不幸殉难！烈士们的功勋，将载入革命史册永垂不朽！

    一九五九年十二月二十七日

- 烈士陵墓：位于烈士纪念碑及瞻仰广场的后方。为上述七位三区革命领导人的陵墓。
- 新疆三区革命历史纪念馆[1][2]